# 5 Pointz
5 Pointz: The Institute of Higher Burnin' è stato un complesso industriale situato a Long Island City, nel quartiere Queens di New York, dove i graffiti erano permessi, prima della sua distruzione da parte del proprietario, seguita alla cancellazione di storici graffiti.
John Roleke di About.com scrive: "5 Pointz è un collage vivente di graffiti che ricoprono un magazzino, come uno studio di un artista". Questo luogo è conosciuto in tutto il mondo e ospita opere di artisti provenienti da tutte le parti del pianeta. 5 Pointz è stato oggetto di articoli da parte dei maggiori giornali nazionali: The Christian Science Monitor, The Boston Globe, The New York Times, e l'International Herald Tribune.
Il The Christian Science Monitor scrive: "Il custode della mecca dei graffiti newyorkese è Meres, che decide dove dipingere e quanto tempo stare". Jonathan Cohen, conosciuto come Meres, è responsabile del museo dal 2002.
Il nome "5 Pointz" rappresenta i cinque borough di New York; uno dei primi graffiti è stato un ritratto di Jam Master J, uno dei primi dj hip hop, membro dei Run DMC.
Nel 2013 è stata annunciata la sua chiusura. Nella notte compresa tra il 18 e il 19 novembre, 5 Pointz è stato imbiancato. Ciò rappresenta la fase precedente alla demolizione. I fratelli Jerry e David Wolkoff hanno dichiarato che sorgerà al suo posto un complesso residenziale di circa 1300 appartamenti.
A distanza di 4 anni dalla demolizione, avvenuta nel 2014, un giudice federale di Brooklyn ha ordinato il pagamento di 6,7 milioni di dollari a 21 artisti per i murales cancellati al 5Pointz dai Wolkoff. Una sentenza definita storica perché afferma che la costruzione era diventata "un'attrazione turistica di primo piano". Secondo il giudice, i graffiti sono arte a tutti gli effetti, protetta dalla legge degli Stati Uniti: chi intenzionalmente li distrugge deve risarcire il loro autore. E 45 delle decine di opere distrutte avevano valore artistico, accordando ai loro creatori il massimo del risarcimento.